# Éva, 2. Countess of Buchan
Éva, 2. Countess of Buchan († vor 1180), war eine schottische Adelige.

## Leben
Sie war die Tochter und Erbin des Gartnait, 1. Earl of Buchan. Sie war mit Colbán verheiratet, der aus ihrem Recht ihrem Vater als Earl of Buchan nachfolgte.
Über ihr Leben sind nur wenige Details bekannt. In den gälischen Notizen des Book of Deer, datiert auf die Zeit um 1150, ist sie als Gattin des Colbán, „Mormaer“ von Buchan, und Tochter von Gartnait genannt.
Ihr Gatte war unter Wilhelm dem Löwen einer der militärischen Führer in der schottischen Revolte von 1173–1174 gegen Heinrich II. Seine Unterschrift ist zudem auf einer Urkunde aus der Zeit zwischen 1178 und 1182 zu finden; er trat als Zeuge einer königlichen Schenkung von Wilhelm an dessen Bruder David auf.
Colbán und Éva hatten miteinander mindestens ein Kind, Roger, der ihr um 1180 belegt ist und ihr zu diesem Zeitpunkt bereits als Earl of Buchan nachgefolgt war.